# Droga wojewódzka 549
Die Droga wojewódzka 549 (DW 549) ist eine zwei Kilometer lange Droga wojewódzka (Woiwodschaftsstraße) in der polnischen Woiwodschaft Kujawien-Pommern, die die Droga krajowa 80 in Bydgoszcz mit der Droga wojewódzka 551 in Strzyżawa verbindet. Die Strecke liegt in der Kreisfreien Stadt Bydgoszcz und im Powiat Bydgoski.

## Streckenverlauf
Woiwodschaft Kujawien-Pommern, Kreisfreie Stadt Bydgoszcz
-  Bydgoszcz (Bromberg) (S 5, S 10, DK 5, DK 10, DK 25, DK 80, DW 223, DW 232, DW 256, DW 274)

Woiwodschaft Kujawien-Pommern, Powiat Bydgoski
-  Strzyżawa (Striesau) (DK 80, DW 551)